# Soleirolia soleirolii
Soleirolia soleirolii, comummente conhecida como lágrimas-de-anjo, é uma espécie de planta com flor pertencente à família das urticáceas e ao tipo fisionómico dos caméfitos.
A autoridade científica da espécie é (Req.) Dandy, tendo sido publicada em Feddes Repertorium 70: 4. 1965.

## Nomes comuns
Dá pelos nomes comuns de não-te-metas-na-minha-vida; barba-de-moisés e lágrimas-de-bebé.

## Distribuição
É originária das ilhas Mediterrânicas ocidentais, encontrando-se naturalizada na restante região Mediterrânica ocidental e na Ásia Menor.

### Portugal
Trata-se de uma espécie presente no território português, nomeadamente em Portugal Continental, no Arquipélago dos Açores e no Arquipélago da Madeira.
Em Portugal Continental, esta espécie alóctone, marca presença nas zonas do Noroeste Ocidental, na Terra Fria Transmontana e no Centro Oeste Arenoso.
Em termos de naturalidade é introduzida nas três regiões atrás referidas.

### Ecologia
Trata-se de uma espécie rupícola e ruderal, que medra em espaços húmidos e um pouco sombrios.

## Estatuto jurídico
Não se encontra protegida por legislação portuguesa ou da Comunidade Europeia.
Consta do Anexo I do Decreto-Lei n.º 565/99, considerando-se como uma espécie invasora, em território português.